# أنشودة بيرناديت (فلم)
أنشودة بيرناديت (بالإنجليزية: The Song of Bernadette) هو فيلم دراما تم إنتاجه في الولايات المتحدة وصدر في سنة 1943. الفيلم من كتابة جورج سيتون.

## طاقم التمثيل
- جنيفر جونز

### ترشيحات وجوائز
| السنة | الحدث | الفئة             | النتيجة |
| ----- | ----- | ----------------- | ------- |
|       |       | أوسكار أفضل ممثلة | فوز     |

## الميزانية والإيرادات
بلغت تكلفة إنتاج الفيلم حوالي 1.6 مليون دولار بينما حقق أرباحا تقدر بـ 5 ملايين دولار (/ Canada rentals).

## وصلات خارجية
- مقالات تستعمل روابط فنية بلا صلة مع ويكي بيانات

1. ↑  Stanley، Fred (7 مارس 1943). "A NEW SPIRITUAL RESURGENCE IN HOLLYWOOD: Studios Now Look Favorably On Religious Themes". نيويورك تايمز. ص. X3. {{استشهاد بخبر}}: تجاهل المحلل الوسيط |subscription= لأنه غير معروف، ويقترح استخدام |url-access= (مساعدة)
2. ↑  "AFI's 100 Years of Film Scores Nominees" (PDF). مؤرشف من الأصل (PDF) في 2017-08-29. اطلع عليه بتاريخ 2016-08-14.
3. ↑  "The 16th Academy Awards (1944) Nominees and Winners". oscars.org. مؤرشف من الأصل في 2018-08-02. اطلع عليه بتاريخ 2011-08-14.